# Schizomus virescens
Schizomus virescens är en spindeldjursart som beskrevs av Lawrence 1969. Schizomus virescens ingår i släktet Schizomus och familjen Hubbardiidae. Inga underarter finns listade i Catalogue of Life.